# Styraxdiplosis caetitensis
Styraxdiplosis caetitensis är en tvåvingeart som beskrevs av Tavares 1915. Styraxdiplosis caetitensis ingår i släktet Styraxdiplosis och familjen gallmyggor. Inga underarter finns listade i Catalogue of Life.